# Cratere M. Anderson
M. Anderson è un cratere lunare di 16,94 km situato nella parte sud-orientale della faccia nascosta della Luna.